# Șimonești
Șimonești là một xã thuộc hạt Harghita, România. Dân số thời điểm năm 2002 là 3739 người.